# Volume di distribuzione
Il volume di distribuzione (Vd), o volume apparente di distribuzione è un parametro farmacocinetico che indica la capacità di diffusione e penetrazione dei farmaci nei vari organi e tessuti dell'organismo. Si definisce come il volume teorico che sarebbe necessario a contenere la quantità totale di farmaco presente nell'organismo alla stessa concentrazione di quella presente nel plasma. Si calcola come rapporto tra la dose di farmaco presente nell'organismo (che nel caso di un assorbimento del 100% corrisponde alla dose somministrata) e la concentrazione plasmatica del farmaco stesso.
Il volume di distribuzione a differenza di altri parametri presenti in farmacocinetica (come l'entità di assorbimento, la velocità di biotrasformazione o la velocità di eliminazione del farmaco dal plasma nell'unità di tempo) non è di I ordine ovvero non dipende dalla concentrazione plasmatica del farmaco ma, piuttosto, da caratteristiche chimico-fisiche del farmaco stesso.
Nell'organismo vengono distinti tre compartimenti di fluidi:
- plasma (circa 3 litri)
- fluidi interstiziali
- fluidi intracellulari.

Il plasma e i fluidi interstiziali formano insieme i fluidi extracellulari, pari a circa 12-13 litri. La somma di questi tre volumi costituisce l'acqua totale corporea o TBW (Total Body Water), che consiste per definizione nel volume di distribuzione dell'acqua triziata, e che è pari cioè a circa 42-43 litri in un soggetto di peso normale (circa 70 kg).
A seconda della sua idro- o liposolubilità, una sostanza può avere volumi di distribuzione molto diversi.
| Sostanza                             | Vd        | Compartimento corporeo | Comportamento                                                         |
| ------------------------------------ | --------- | ---------------------- | --------------------------------------------------------------------- |
| Molto polare (es. Blue Evans)        | 3,3 litri | Plasma                 | Non passa le membrane delle cellule endoteliali e non esce dal plasma |
| Idrosolubile (es. mannitolo)         | 12 litri  | Acqua extracellulare   | Passa nell'interstizio ma non entra nelle cellule                     |
| Liposolubile (es. cloramfenicolo)    | 42 litri  | Acqua totale           | Passa senza problemi tutte le membrane cellulari                      |
| Molto liposolubile (es. metoprololo) | 330 litri | Vd apparente           | Lega le proteine plasmatiche e si deposita nel tessuto adiposo        |

Il volume di distribuzione dipende da 
- liposolubilità/idrosolubilità del farmaco
- caratteristiche chimico-fisiche del farmaco in relazione alle membrane da superare
- caratteristiche delle membrane da superare
- distribuzione regionale del flusso sanguigno
- legame del farmaco con le proteine plasmatiche (Albumina, AGA, Lipoproteine)
- volume totale di acqua corporea del soggetto